# Sundskär (öst Kökar, Åland)
Sundskär är ett skär i Åland (Finland). Det ligger i Skärgårdshavet och i kommunen Kökar i landskapet Åland, i den sydvästra delen av landet. Ön ligger omkring 81 kilometer öster om Mariehamn och omkring 200 kilometer väster om Helsingfors.
Öns area är 1,6 hektar och dess största längd är 200 meter i öst-västlig riktning.
Trakten är glest befolkad. Det finns inga samhällen i närheten.